# Scopula sideraria
Scopula sideraria là một loài bướm đêm trong họ Geometridae.